# 유준 (정절후)
유준(劉駿, ? ~ ?)은 전한의 제후로, 양경왕의 손자이다.

## 행적
아버지 유피군의 뒤를 이어 정후(鄭侯)에 봉해졌다. 시호를 절이라 하였고, 아들 유량이 작위를 이었다.

## 출전
- 반고, 《한서》 권15하 왕자후표 下

| 선대 아버지 정경후 유피군 | 전한의 정후 ? ~ ? | 후대 아들 유량 |